# Тісто (фільм)
«Тісто» — український документальний фільм 2024 року режисера Дмитра Кочнєва з Володимиром Ярославським та Ольгою Мартиновською в ролі ведучих. Документальна стрічка розповідає про страви з тіста в різних областях України через історії українців, які по-своєму зберігають традиції української кухні, розвивають, вивчають та модернізують її. Гасло фільму — «Ми всі з одного тіста».
Прем'єра фільму в Україні відбулася 2 травня 2024 року. Невдовзі проєкт став доступний в українському сегменті Netflix.

## Сюжет
Творча група вирушає у захопливу мандрівку Україною, щоб зустрітися з унікальними людьми: кухарями, пекарями, кондитерами, рестораторами та ентузіастами гастрономічних досліджень. Вони — автори, дослідники та хранителі старовинних рецептів, вартові традицій, пов'язаних із виробами з тіста. Глядачі відкриють для себе понад два десятки рецептів, а завдяки знаменитим українським кухарям, таким як Євген Клопотенко, Олександр Дроненко та Ніка Лозовська, зможуть зрозуміти філософію хліба, борошна та тіста, і як вона всіх нас поєднує.

## Акторський склад

### Ведучі
- Володимир Ярославський
- Ольга Мартиновська

### Гості
- Ніка Лозовська
- Євген Клопотенко
- Олександр Дроненко

## Знімальна група
- Режисер-постановник: Дмитро Кочнєв
- Сценарист: Антон Базелінський
- Оператор-постановник: Дмитро Муленко
- Композитор: Cepasa
- Аніматор: Олег Маламуж
- Креативний продюсер: Сергій Гулейков
- Консультант проєкту: Олександр Веремієнко
- Ведучі: Володимир Ярославський, Ольга Мартиновська

## Прокат
Фільм «Тісто» вийшов в український прокат 2 травня 2024 року, дистриб'ютором виступила компанія FILM.UA Distribution. За весь період кінострічка зібрала 67 767 гривень в Україні.